# Nájera
Nájera ist eine Kleinstadt und eine 8.174 Einwohnern (Stand: 2024) zählende Gemeinde (municipio) am Jakobsweg (Camino Francés) in der autonomen Region La Rioja.

## Etymologie
Früheste Belege des Namens Nájera stammen aus dem Jahr 923. Zwischen 923 und 1225 sind folgende Namensformen fassbar: Nagara, Najela, Naiara, Nayra, Nasara, Naxera, Nazara, Naçara. Ramón Menéndez Pidal vermutete, dass es sich um einen präromanischen Namen handele, andere versuchten verschiedene semitische Ableitungen des Namens vorzunehmen, wie hebr. nahar (נהר) bzw. arab. nahr (نهر), 'Fluss' oder arab. nasir (نسر), 'Adler', konnten damit aber bisher nicht überzeugen. Nach Fabián Gonzáles Bachiller gilt die Etymologie daher als ungeklärt.

## Lage und Klima
Die Kleinstadt Nájera liegt am Río Najerilla knapp 30 km (Fahrtstrecke) westlich der Provinzhauptstadt Logroño in einer mittleren Höhe von etwa 485 m. Das Klima ist gemäßigt; Regen (ca. 555 mm/Jahr) fällt übers Jahr verteilt.

## Bevölkerungsentwicklung
| Jahr      | 1857 | 1900 | 1950 | 2000 | 2017 |
| Einwohner | 2945 | 2836 | 3346 | 7076 | 8088 |

Die zunehmende Mechanisierung der Landwirtschaft im 20. Jahrhundert hatte einen kontinuierlichen Verlust an Arbeitsplätzen in der Landwirtschaft und somit eine Abwanderung vieler Menschen in die Städte zur Folge.

## Wirtschaft
Früher lebten die Bewohner des Ortes direkt oder indirekt (als Bauern, Landarbeiter oder Handwerker) von der Feld- und Viehwirtschaft. Heute spielt der Dienstleistungssektor und hier vor allem der Tourismus eine wichtige Rolle im Wirtschaftsleben der Gemeinde.

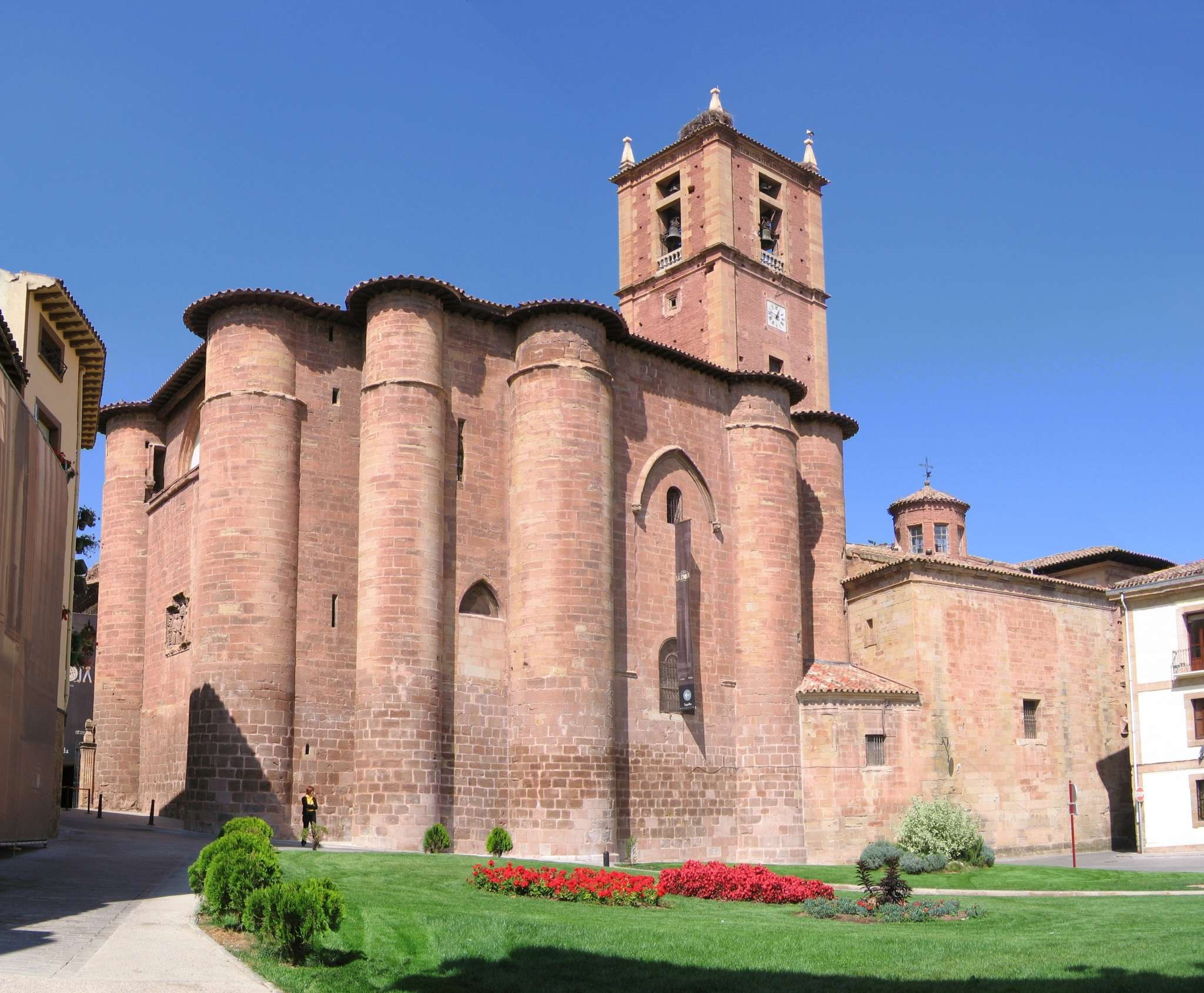
Klosterkirche Santa María la Real

## Geschichte
Bereits in der Jungsteinzeit war die Gegend um Nájera besiedelt. In der Antike entstand in ca. 2 km Entfernung von der heutigen Stadt die Römerstadt Tritium Magallum. Die Mauren gründeten eine Festung auf dem Cerro de la Mota über dem Fluss. Im Jahr 923 eroberte der in Pamplona residierende König Sancho I. von Navarra die Gegend um Nájera; nach der Zerstörung Pamplonas durch die Truppen des cordobesischen Emirs Abd ar-Rahmans III. im Jahr 924 verlagerte sein Sohn García I. die Hauptstadt nach Nájera, doch nach den siegreichen Feldzügen Almansors (um 990) mussten die Herrscher Navarras Tribute an Córdoba entrichten. Sancho III. (reg. 999–1035) gewährte der Stadt Nájera umfangreiche Privilegien (fueros) und förderte den Pilgerweg nach Santiago de Compostela durch den Bau von Herbergen und Hospitälern. Unter seinen Söhnen entstanden vier Kleinreiche, die jedoch nach erfolgreichen Kämpfen gegen die Mauren im Rahmen der Reconquista die Wiege von Navarra, Kastilien und Aragón bildeten. Auch in der Folgezeit statteten die jeweiligen Machthaber die Stadt mit Bauten und weiteren Privilegien aus – so erhielt Nájera im Jahr 1438 die vollen Stadtrechte (villa) und in den Jahren 1435 bis 1516 entstand das Kloster Santa María la Real.

## Sehenswürdigkeiten
- Bedeutendstes Bauwerk von Nájera ist das Kloster Santa María la Real de Nájera, Grablege der Könige von Navarra und mit einem prächtigen spätestgorischen Kreuzgang.

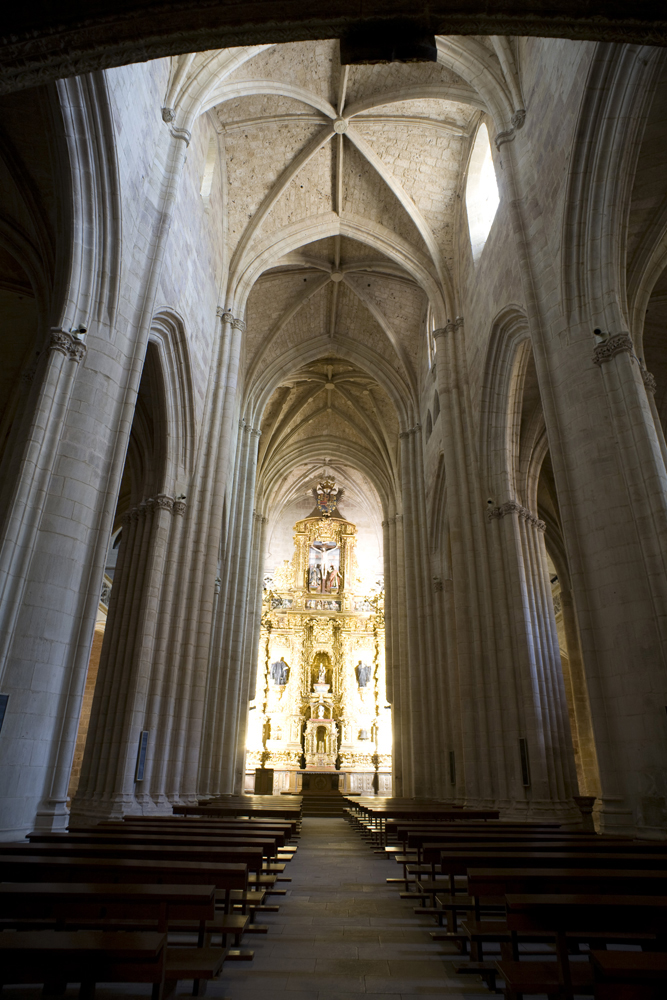
Klosterkirche
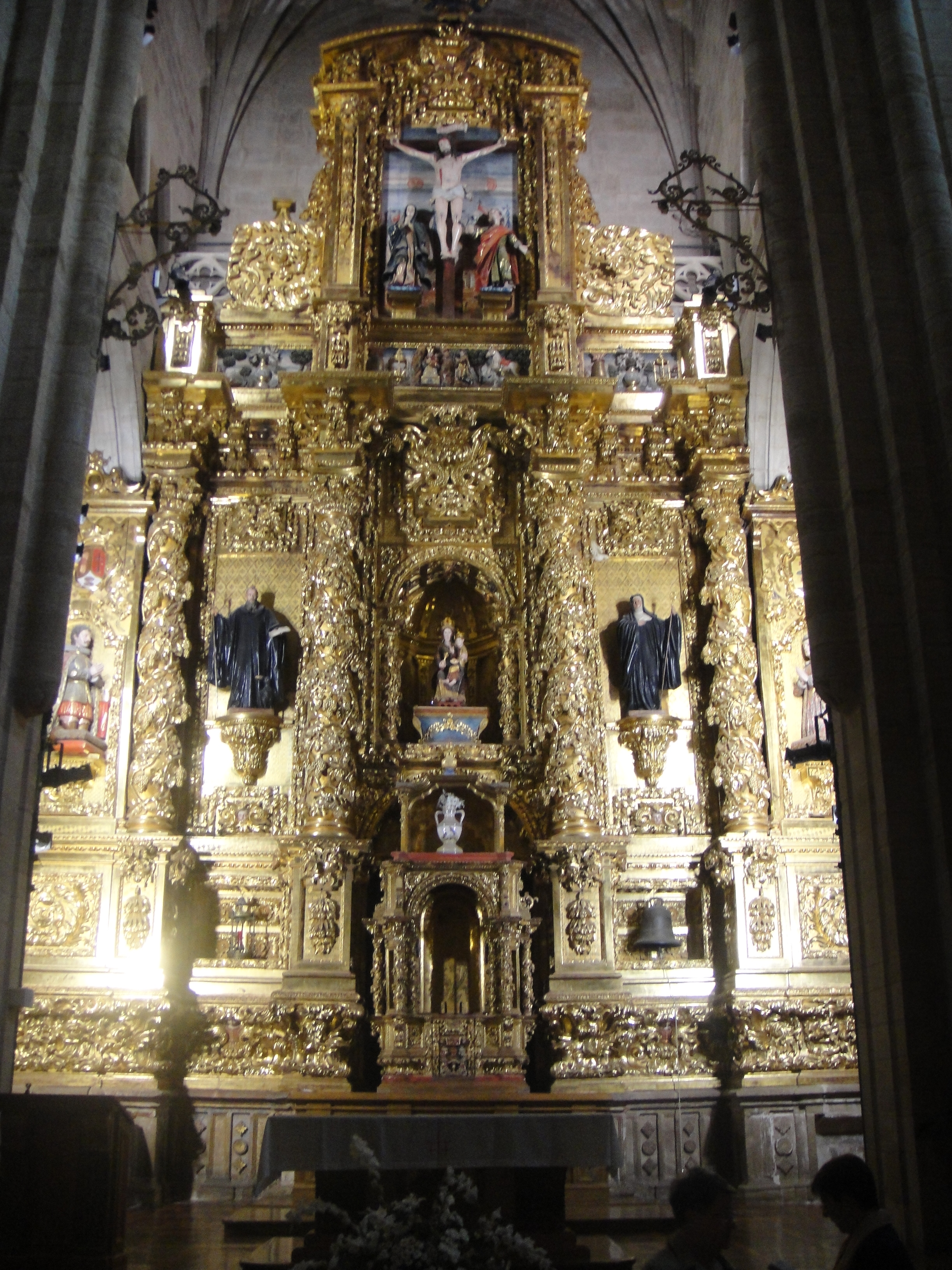
Hauptaltar (retablo)
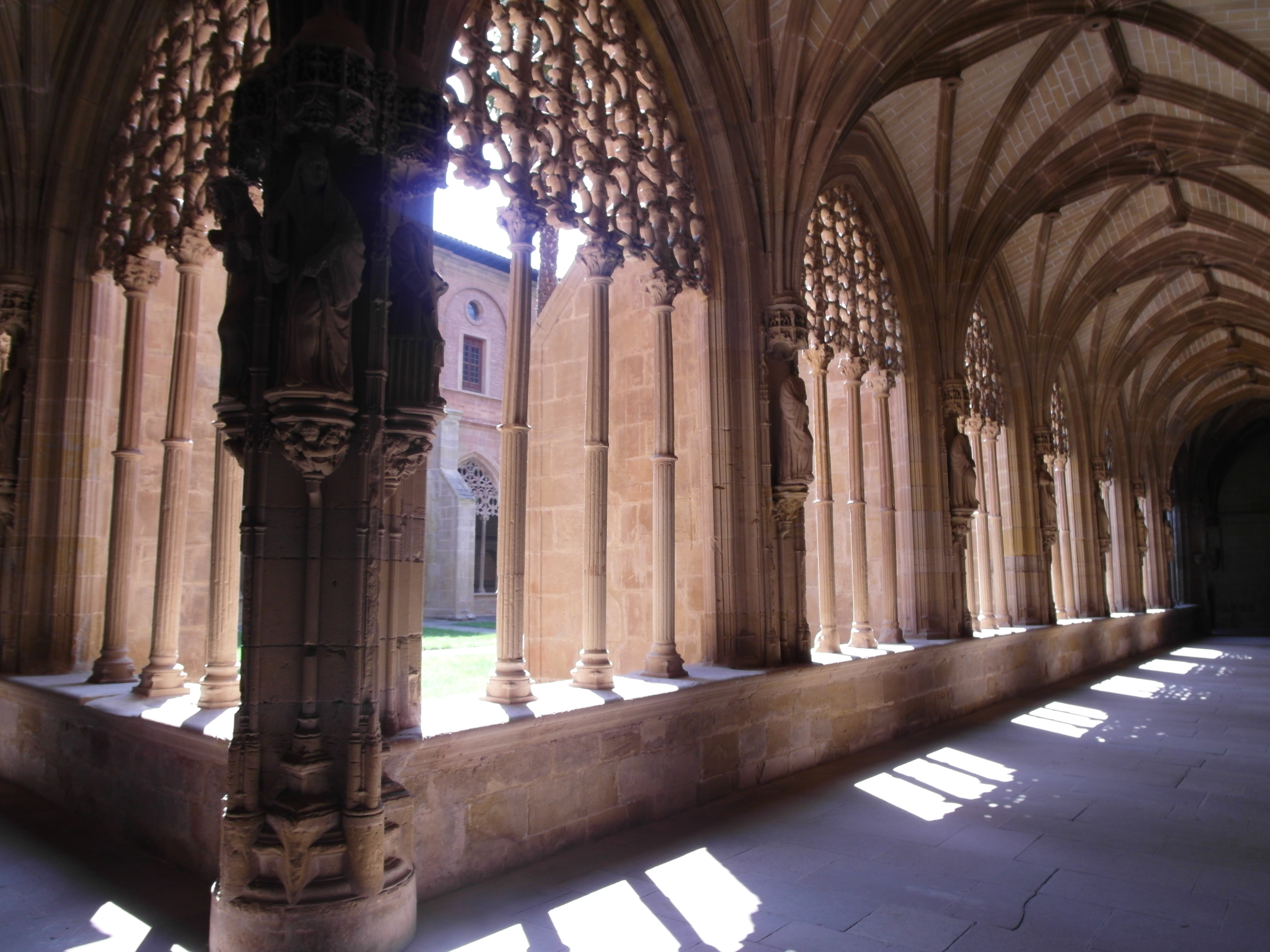
Kreuzgang (claustro)
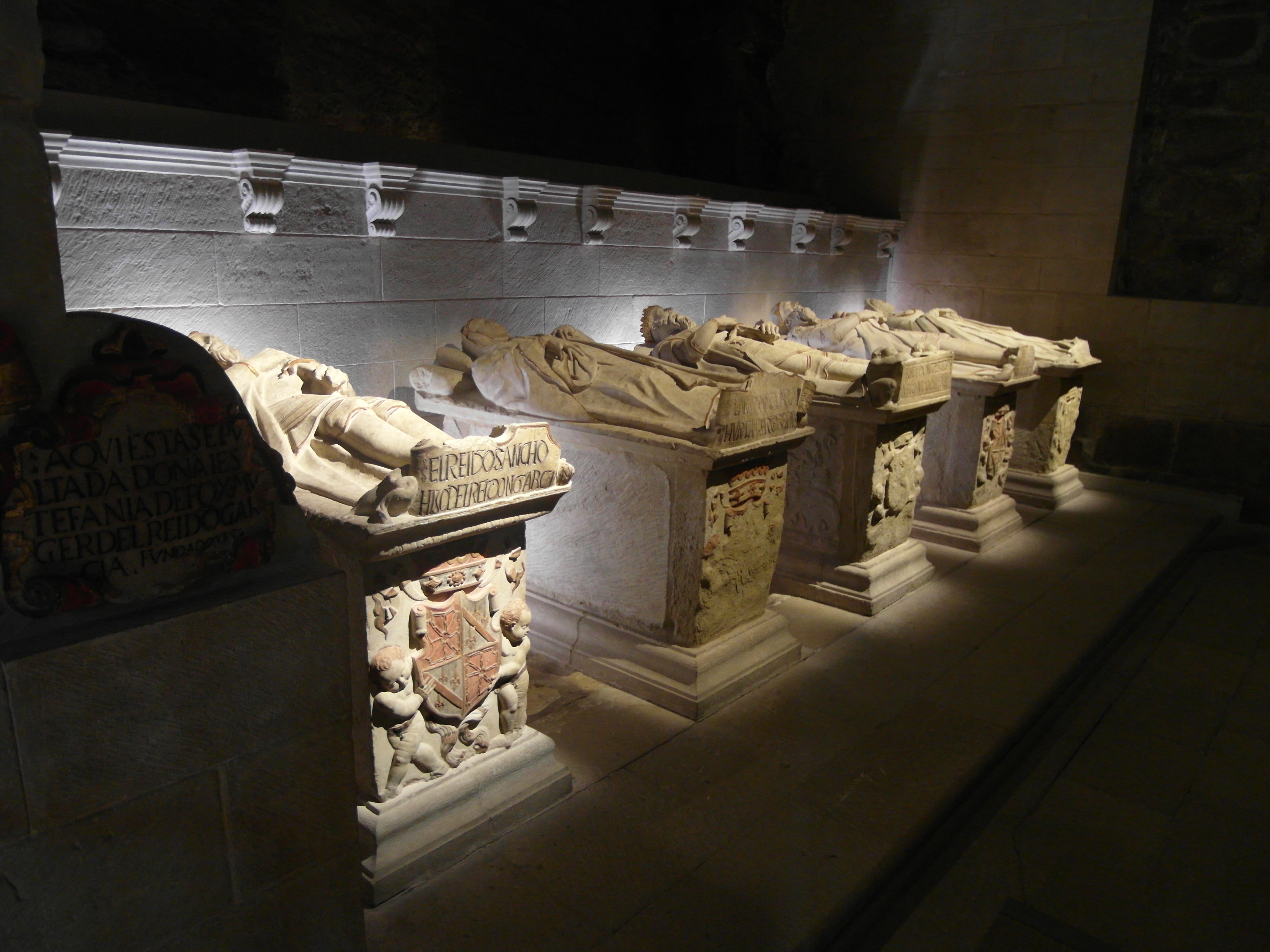
Pantéon de los Reyes
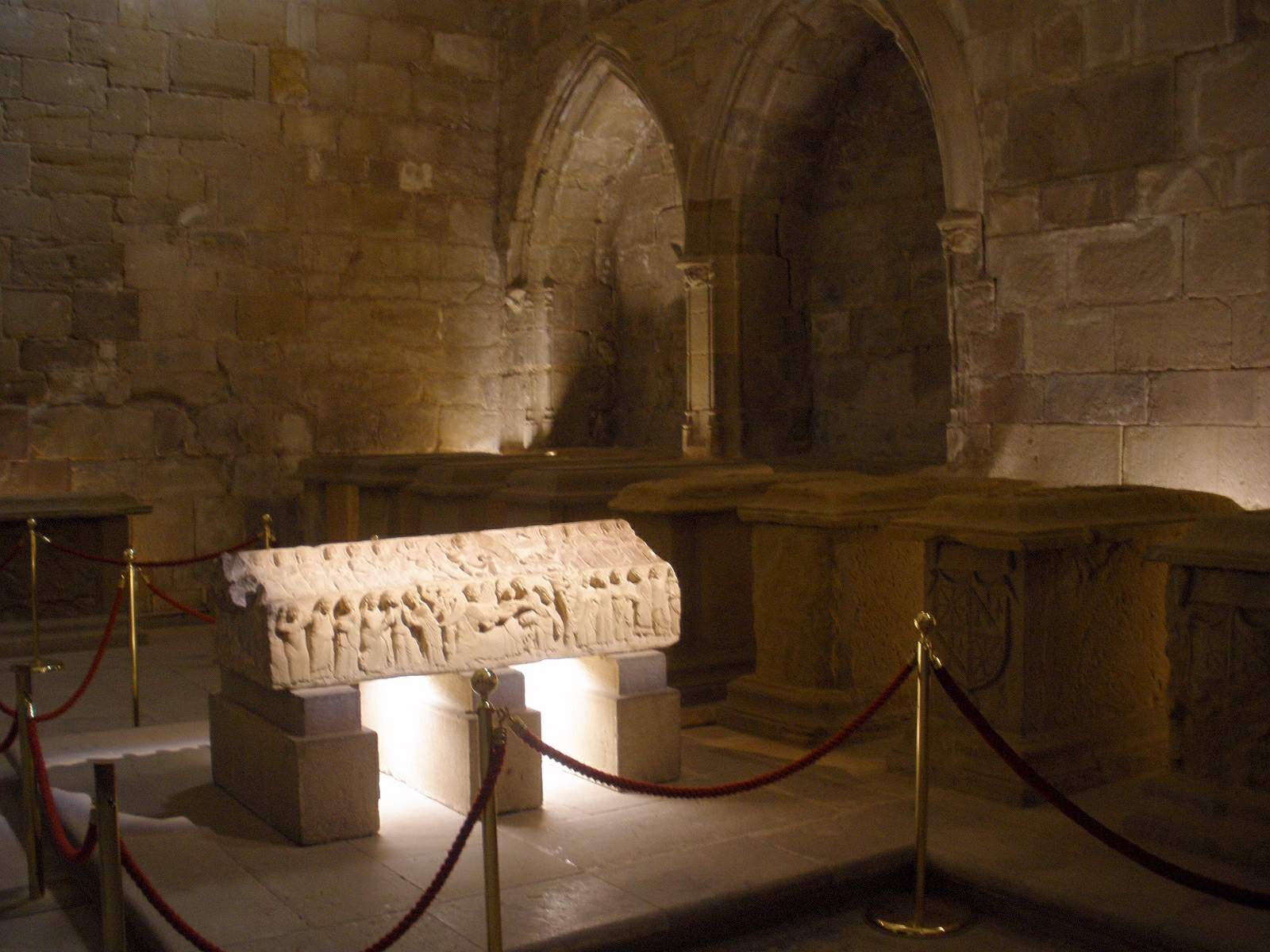
Pantéon de los Infantes
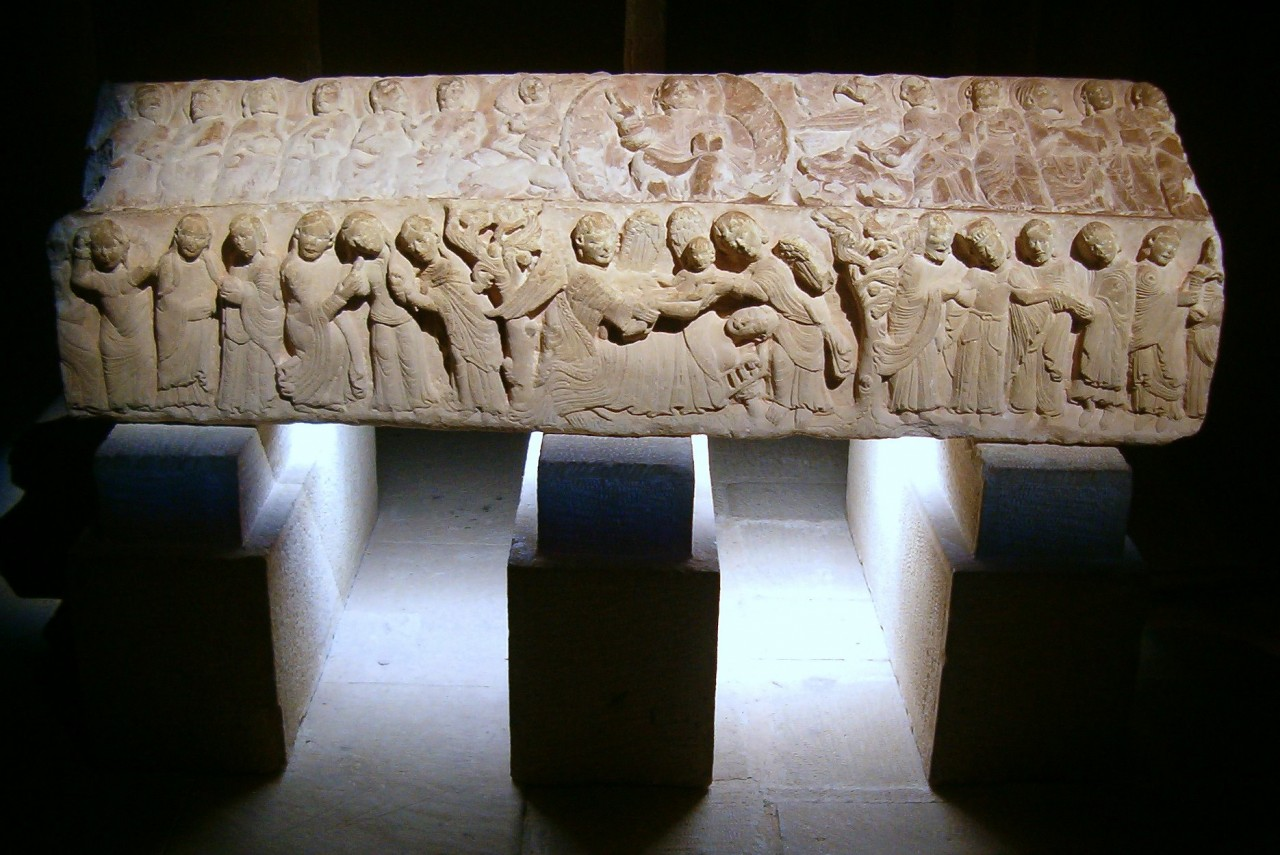
Sarkophag Blankas von Kastilien († 1156)

- Mit dem Bau der Iglesia de la Santa Cruz wurde im Jahr 1611 begonnen.
- Der Convento de Santa Elena war ein Klarissenkloster.
- Das Museo Najerillense präsentiert zahlreiche Exponate aus der Stadtgeschichte.

## Persönlichkeiten
- Diego López II. de Haro (um 1152–1214), Politiker und Feldherr